# Semana Santa en Zaragoza
La Semana Santa en Zaragoza es una fiesta religiosa y cultural de interés turístico internacional, siendo su mayor atractivo el tambor, timbal y el bombo.

## Historia
La Semana Santa de Zaragoza ha estado vinculada principalmente, a lo largo de su historia, a dos instituciones religiosas: la Venerable Orden Tercera de San Francisco de Asís, que siempre ha tratado de fomentar la devoción por los misterios de la pasión de Cristo acercándolos al pueblo, no en vano San Francisco de Asís fue también el creador del primer Belén en la Nochebuena de 1223, y la Muy Ilustre, Antiquísima y Real Hermandad de la Preciosísima Sangre de Nuestro Señor Jesucristo y Madre de Dios de Misericordia.
La historia de la Semana Santa zaragozana se remonta al siglo XIII, época en la que aparece la Hermandad de la Sangre de Cristo. A pesar de todo, la historia de la celebración de la Semana Santa en Zaragoza es confusa, debido a que muchos de los documentos referentes a ella, se quemaron durante la Guerra de la Independencia en 1808 o se extraviaron.
El momento en el que la Semana Santa de la capital aragonesa adquiere la estética actual, es en el año 1936, cuando después de una huelga de los terceroles (porteadores encargados de llevar los pasos en la procesión del santo entierro, que se celebra el día de Viernes Santo) un grupo de fieles de la imagen de la Piedad, crean una cofradía para poder sacar a la Virgen de la Piedad por las calles de Zaragoza, adquiriendo el capirote como prenda de cabeza y copiándolo de Andalucía. Después de la fundación de la Cofradía de Nuestra Señora de la Piedad y del Santo Sepulcro ( primera cofradía de Zaragoza), se comenzarían a fundar nuevas cofradías. Es a partir de este momento en el que se puede decir que comienza la etapa de la Semana Santa moderna.
En los años 40, la cofradía de las Siete Palabras y de San Juan Evangelista, cofradía fundada por un grupo de jóvenes de Acción Católica, introducen un piquete de tambores durante su cortejo procesional copiándolo del Bajo Aragón, posiblemente traída por unos hijaranos que buscaban trabajo en la ciudad y al venir a Zaragoza trajeron sus famosos toques, a partir de este momento todas las cofradías toman el tambor y el bombo en sus cortejos. Actualmente, es el mayor reclamo turístico de esta Semana Santa, ya que muchas cofradías poseen secciones de tambores que superan las 350 personas, siendo las más numerosas las secciones de la Cofradía del Prendimiento del Señor, la de la Cofradía del Descendimiento de la Cruz y Lágrimas de Nuestra Señora, la de la Cofradía de las Siete Palabras, introductora del tambor en la Semana Santa zaragozana y la de la Cofradía de la Jesús Atado a la Columna (esta última con 500 integrantes).

## Procesión General del Santo Entierro
La Procesión General del Santo Entierro es el origen de los cortejos procesionales en Zaragoza. Es la procesión más antigua de Zaragoza, data de 1617 y está organizada por la Hermandad de la Sangre de Cristo. Esta procesión sale de la Iglesia de Santa Isabel de Portugal (vulgo San Cayetano) el Viernes Santo.
Actualmente en la procesión del Santo Entierro salen las 25 cofradías y hermandades de la Junta Coordinadora de Cofradías de Zaragoza, finalizando el cortejo, el histórico Cristo de la Cama, imagen barroca que sobrevivió a los Sitios de Zaragoza. La "Cama" o sepulcro sobre el que se porta la imagen fue restaurada en 2008.
.

## Procesión del encuentro

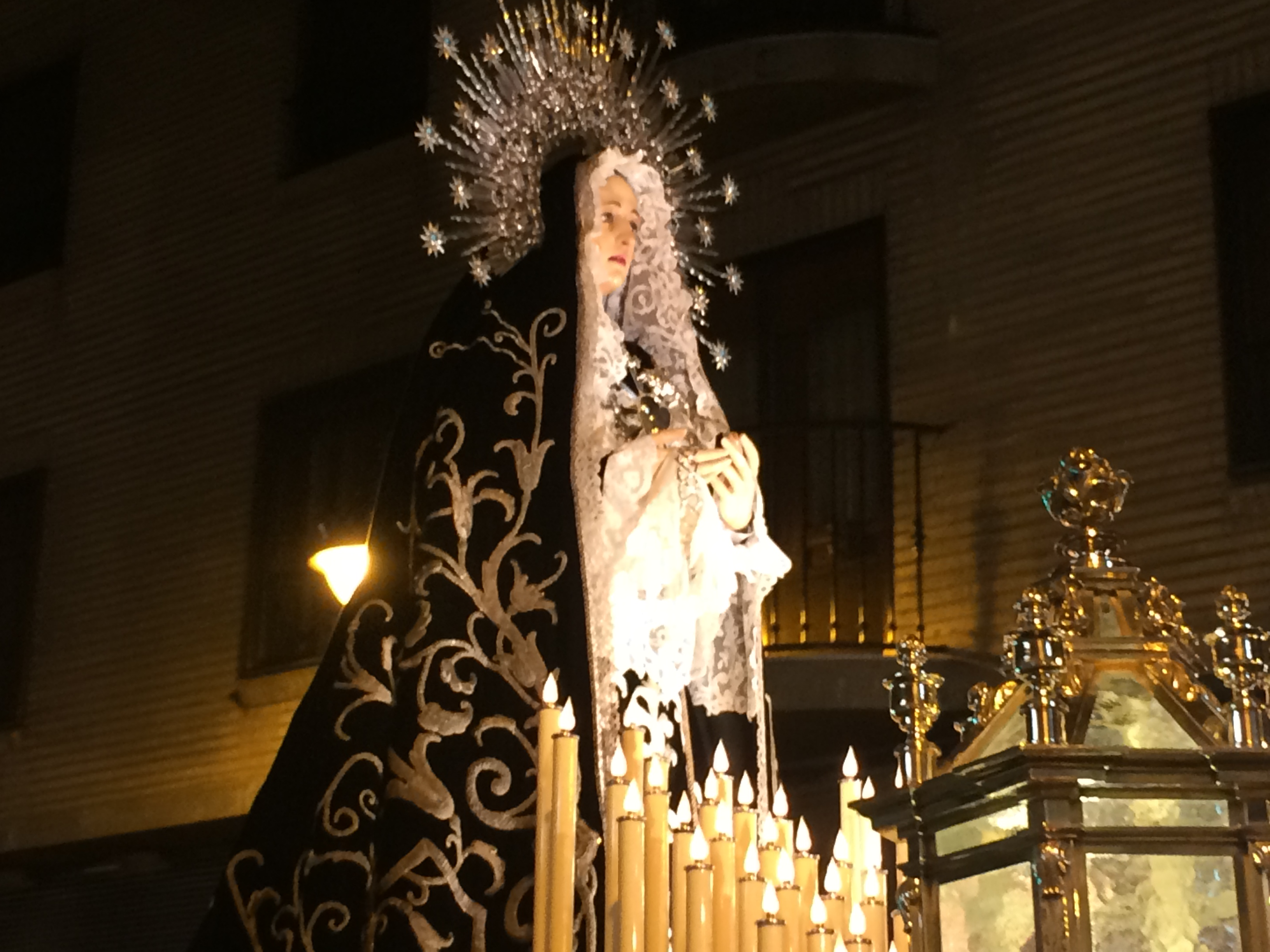
Virgen de los Dolores

Hay que remontarse al siglo XVIII para buscar los orígenes de la Procesión del Encuentro.
La organizaba en aquella época la Venerable Orden Tercera, y como tal se siguió celebrando hasta el advenimiento de la II República, si bien hubo años, debido a la Guerra de la Independencia o a motivos de penuria económica que no salió a la calle la procesión.
Tras la Guerra Civil, las Cofradías de Jesús Camino del Calvario  y de San Joaquín y la Virgen de los Dolores  recuperaron el tradicional Acto. Sólo un año, en 1950, la Cofradía del Prendimiento del Señor y Dolor de la Madre de Dios, se unió al Encuentro.
Es un Acto multitudinario. Las dos cofradías se dirigen desde sus respectivas sedes a un lugar preestablecido, actualmente a la plaza del Pilar, representando el momento en el que la Virgen se encuentra con su hijo en la calle de la Amargura.
El paso de la Dolorosa y el de Jesús con la Cruz a Cuestas se colocan frente a frente; antes las cofradías han compartido toques de tambor. Tras una prédica, la Coral de Santa Engracia entona cánticos pasionarios y,finalizado el Hecho,
una tras otra, las cofradías van a recogerse en San Cayetano.

## La Junta Coordinadora de Cofradías
La Junta Coordinadora de Cofradías de la Semana Santa de Zaragoza se crea en 1948 ante la creciente necesidad de coordinar las diversas procesiones. Es la responsable de la organización del Pregón (sábado previo al Domingo de Ramos) y de los Concursos y Exaltaciones de Instrumentos de Semana Santa.
Sus vigentes estatutos contemplan la Asamblea General de Hermanos Mayores, como órgano supremo de decisión y de una Junta de Gobierno, como órgano ejecutivo, elegible cada cuatro años. Su sede canónica es la iglesia de Santa Isabel de Portugal.

## Cofradías y hermandades

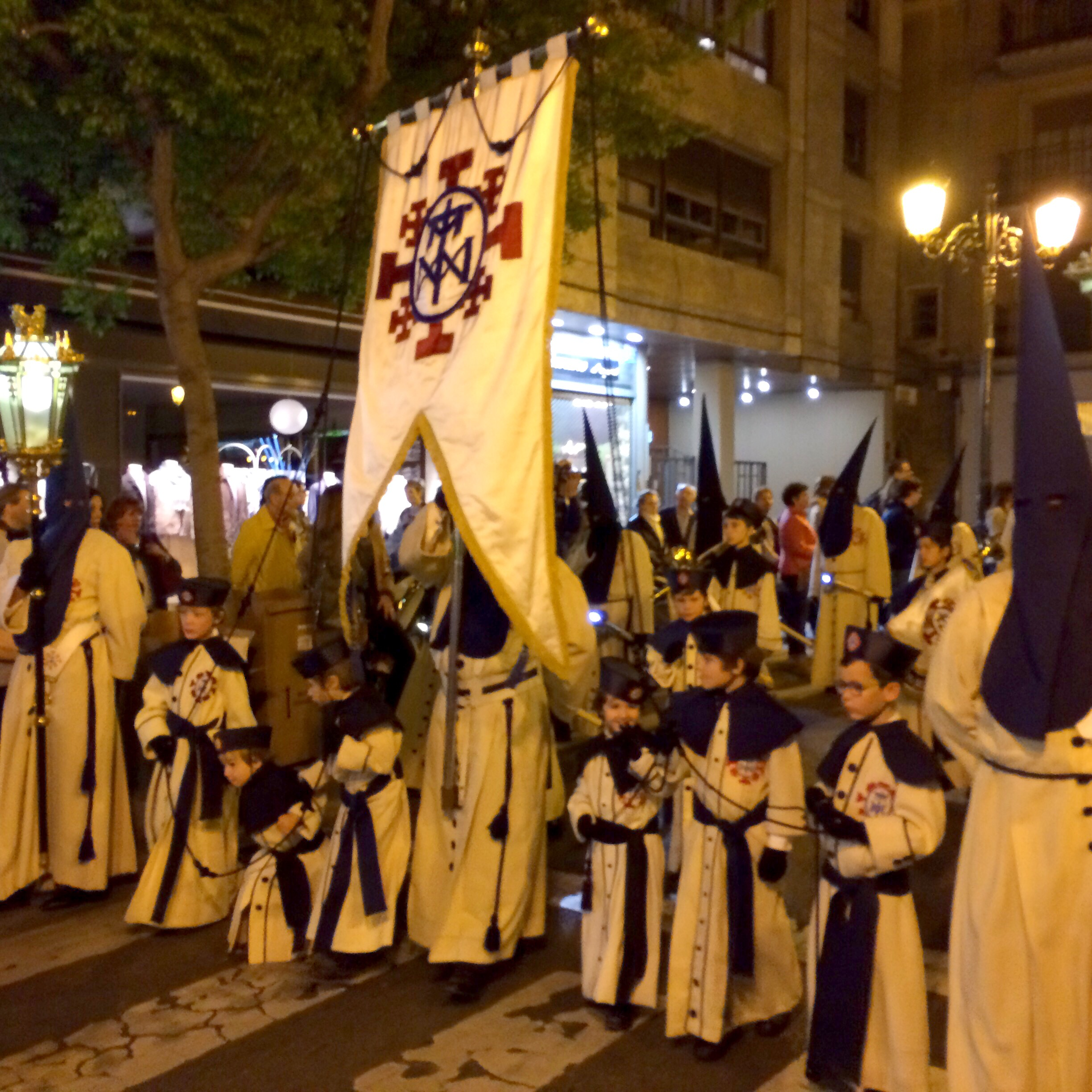
Cofradía de La Piedad

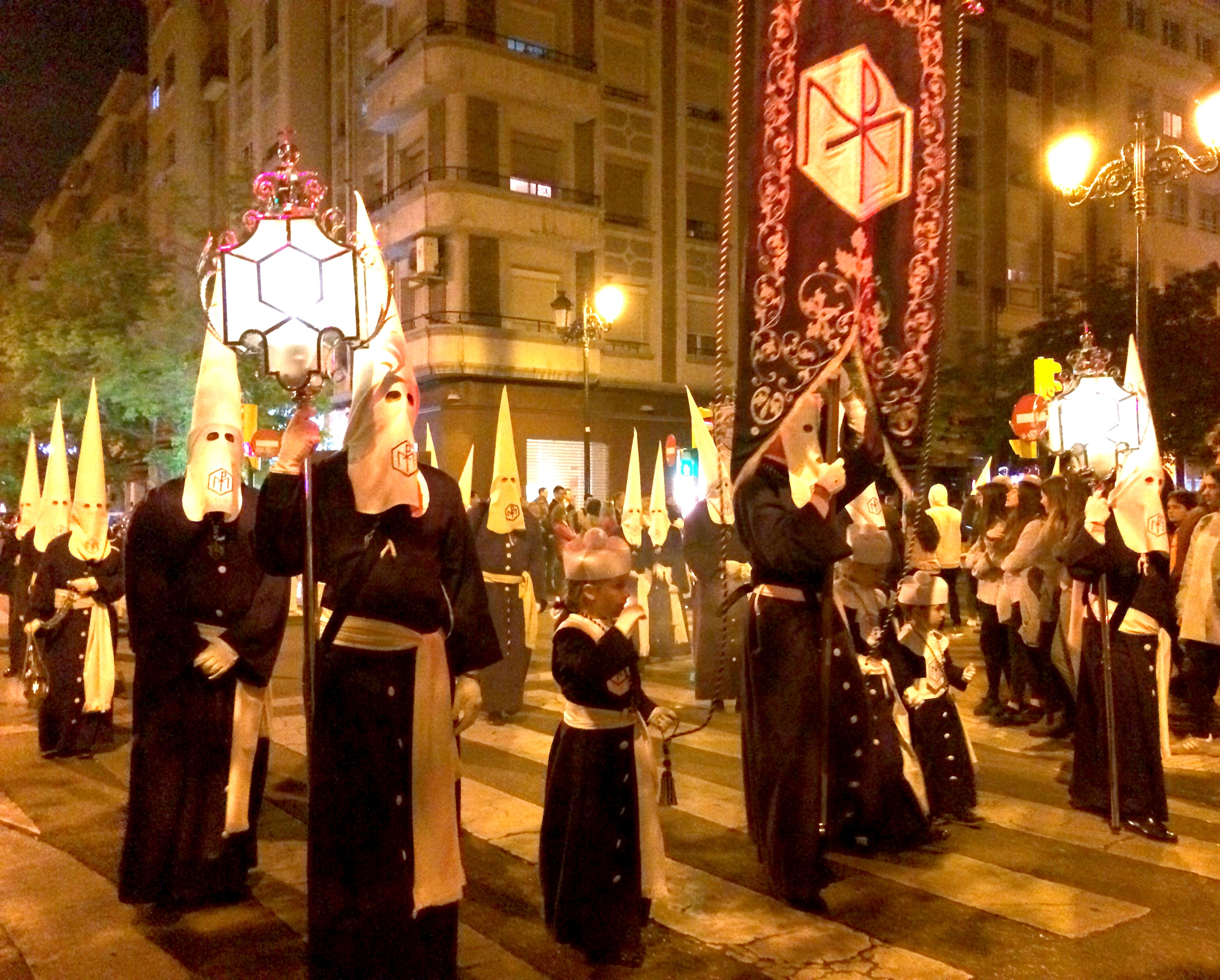
Cofradía del Descendimiento de la Cruz

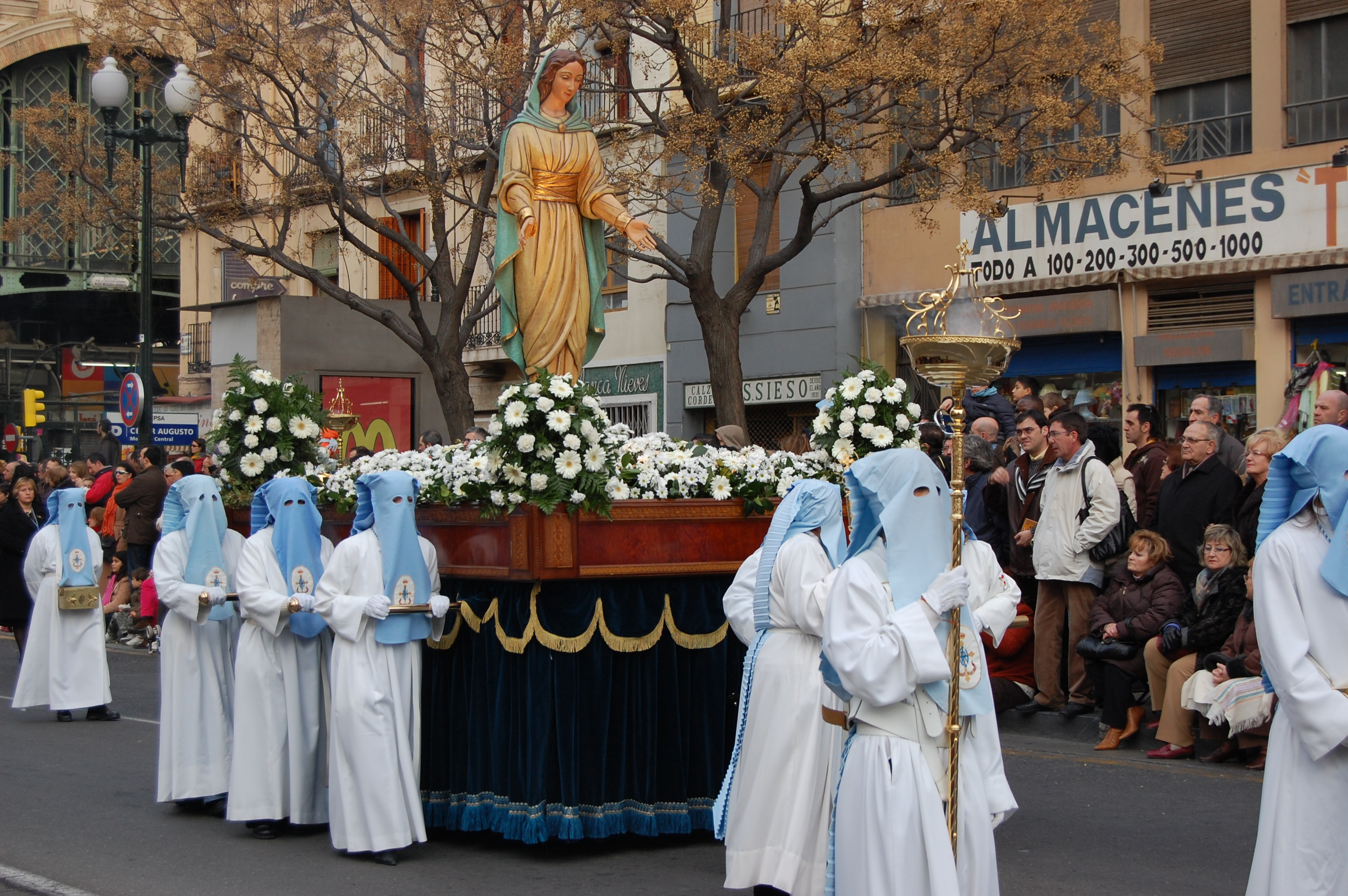
Cofradía de Cristo Resucitado

Hay 25 cofradías y hermandades en Zaragoza pertenecientes a la Junta Coordinadora de Cofradías